# Georg Guggemos
Georg Guggemos (* 9. Januar 1927 in Füssen; † 28. Januar 2015 ebenda) war ein deutscher Eishockeystürmer.

## Spielerkarriere
Georg Guggemos spielte von 1948/49 in der Eishockeymannschaft des EV Füssen auf der Position als Stürmer und war Teil der Meistermannschaft von 1949 sowie 1953 bis 1959.
In der Nationalmannschaft kam er zu 25 Einsätzen, darunter bei den Olympischen Winterspielen 1952 in Oslo und bei den Weltmeisterschaften 1953.

## Ehrungen
Georg Guggemos ist Mitglied der deutschen Hall of Fame, die vom Eishockeymuseum geführt wird.